# Opius pulchriceps
Opius pulchriceps är en stekelart som beskrevs av Szepligeti 1898. Opius pulchriceps ingår i släktet Opius och familjen bracksteklar. Inga underarter finns listade i Catalogue of Life.